# Сулик, Болеслав
Болеслав Анджей Сулик (пол. Bolesław Andrzej Sulik; 8 апреля 1929 — 22 мая 2012) — польско-британский журналист, сценарист и кинорежиссёр.

## Биография
Сын польского генерала Никодема Сулика. Последовал за своим отцом, который остался на Западе после Второй мировой войны в Лондоне. Изучал экономику в Кембриджском университете в 1949-50 годах, но бросил учёбу после первого курса.
С 1960-х годов, будучи гражданином Великобритании, он регулярно посещал Польшу, сотрудничая там с режиссёрами Анджеем Вайдой («Теневая полоса»), Казимежем Куцем и Ежи Сколимовским («На самом дне»). После его собственного документального фильма «Три дня в Щецине» (1976) о забастовке докеров ему запретили въезд в Польшу, что не позволило ему посетить страну во время политического кризиса 1981 года.
В это время он поддерживал Комитет защиты рабочих, сотрудничал с Ежи Гедройцем и группой, образованной вокруг расформированного журнала «Культура», а также снял три части серии фильмов «Борьба за Польшу» (1987). После падения социалистического правительства вернулся в Польшу. Там в 1991 году он снял критический фильм «В солидарности» о Лехе Валенсе, лидере профсоюза «Солидарность», а в 1992 году — интервью с генералом Войцехом Ярузельским («Генерал»). В 1993 году он стал рядовым членом, а в 1995 году членом правления Национального совета по телерадиовещанию (Krajowa Rada Radiofonii i Telewizji). Его последний фильм «Поворот до Касабланки» был снят в 2009 году, а премьера состоялась на Краковском кинофестивале в 2010 году.